# تلاسکالا سیتی
تلاسکالا سیتی (به اسپانیایی: Tlaxcala de Xicohténcatl) یک شهر در مکزیک است که در ایالت تلاسکالا واقع شده‌است. تلاسکالا سیتی ۸۹٬۷۹۵ نفر جمعیت دارد و ۲٬۲۳۹ متر بالاتر از سطح دریا واقع شده‌است.

## نگارخانه

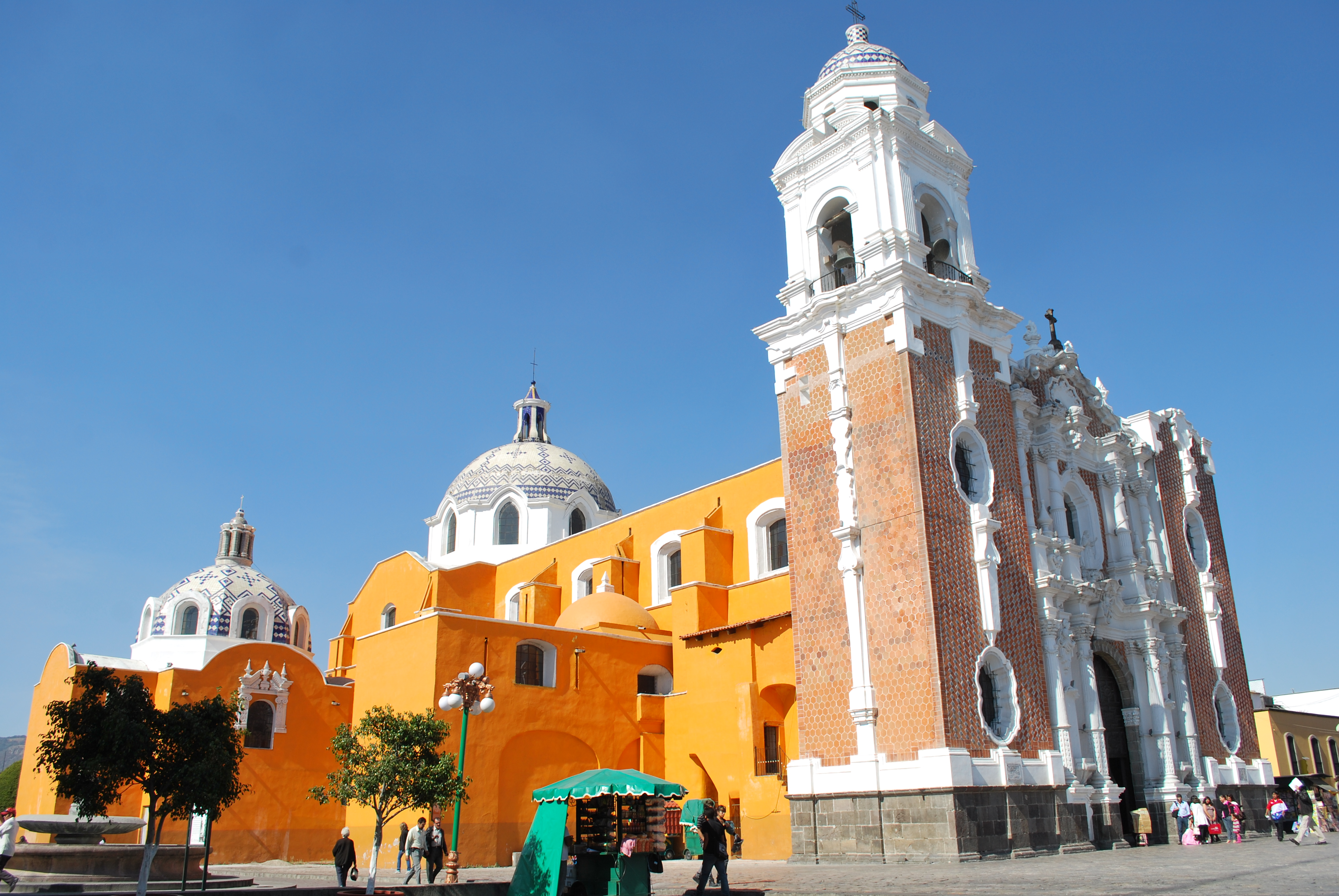
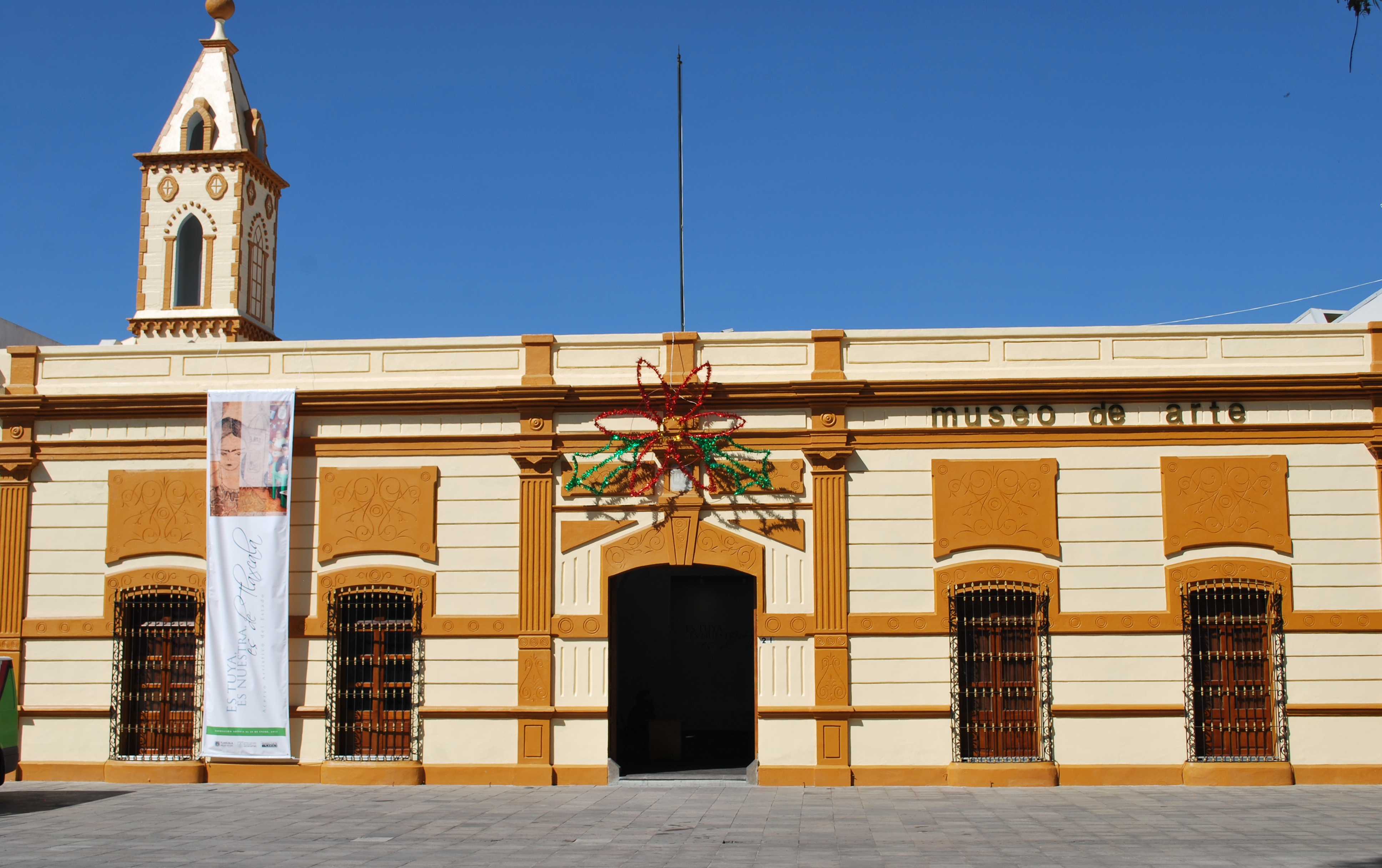
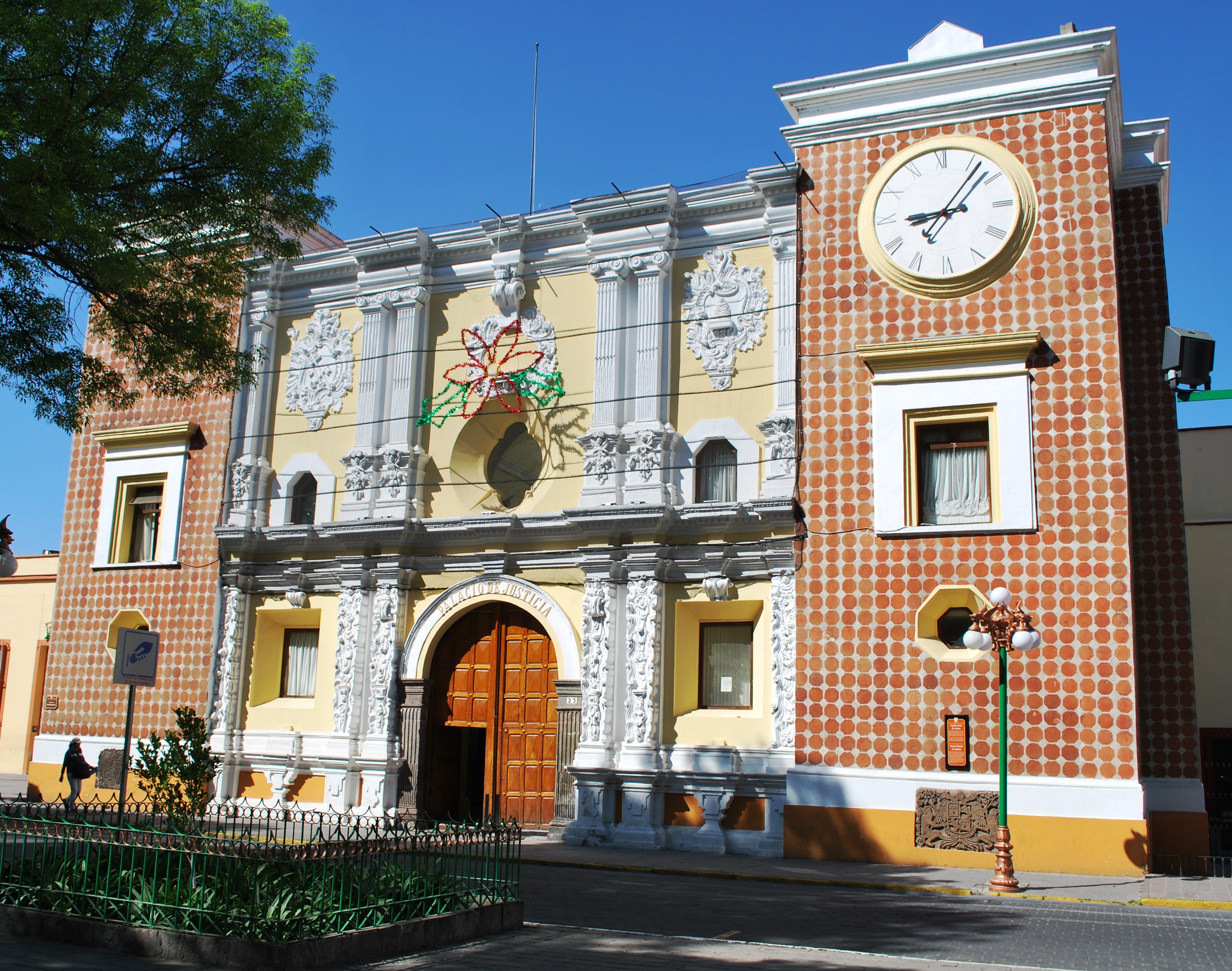
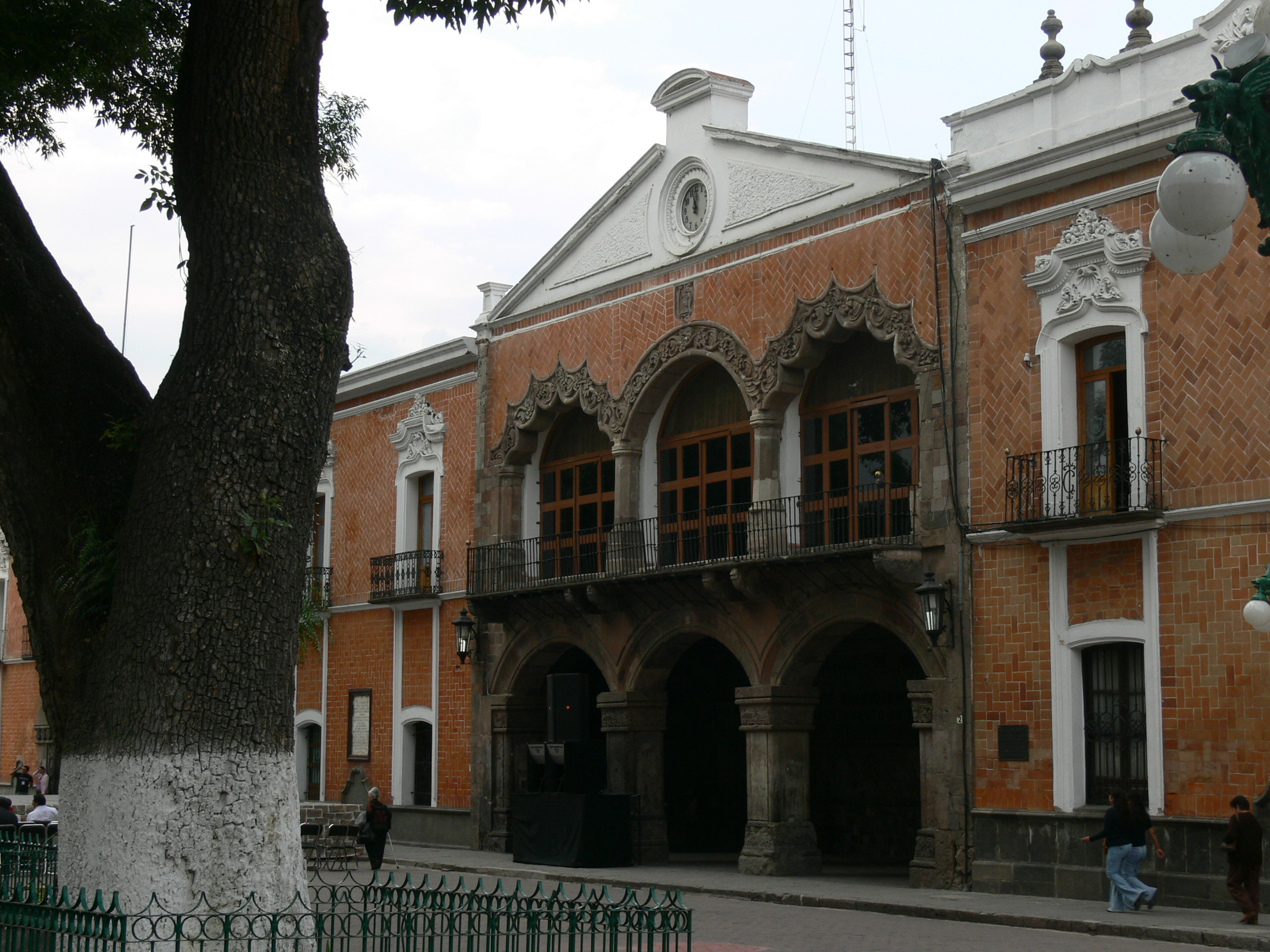